# Nigel Walker
Nigel Keith Walker  (ur. 15 czerwca 1963 w Cardiff) – walijski lekkoatleta specjalizujący się w krótkich biegach płotkarskich, uczestnik letnich igrzysk olimpijskich w Los Angeles (1984). Po zakończeniu kariery lekkoatletycznej był zawodnikiem rugby (m.in. wielokrotnym reprezentantem Walii w latach 1993–1998).

## Sukcesy sportowe
- czterokrotny medalista mistrzostw Wielkiej Brytanii w biegu na 110 metrów przez płotki: złoty (1983), dwukrotnie srebrny (1986, 1989) oraz brązowy (1990)[3]
- siedmiokrotny medalista mistrzostw Anglii w biegu na 110 metrów przez płotki: złoty (1984), trzykrotnie srebrny (1985, 1986, 1987) oraz trzykrotnie brązowy (1989, 1990, 1991)[4]
- sześciokrotny mistrz Walii: dwukrotnie w biegu na 100 metrów (1984, 1989), w biegu na 200 metrów (1983) oraz trzykrotnie w biegu na 110 metrów przez płotki (1983, 1990, 1991)[5]
- dwukrotny mistrz Anglii juniorów w biegu na 110 metrów przez płotki – 1980, 1981[6]
- pięciokrotny medalista halowych mistrzostw Anglii w biegu na 60 metrów przez płotki: czterokrotnie srebrny (1983, 1984, 1985, 1989) oraz brązowy (1987)[7]
- dwukrotny halowy mistrz Anglii juniorów w biegu na 60 metrów przez płotki – 1981, 1982[8]

| Rok  | Miasto       | Zawody                     | Konkurencja       | Wynik         |
| ---- | ------------ | -------------------------- | ----------------- | ------------- |
| 1985 | Pireus       | Halowe mistrzostwa Europy  | bieg na 60 m ppł  | 5. miejsce    |
| 1986 | Stuttgart    | Mistrzostwa Europy         | bieg na 110 m ppł | 4. miejsce    |
| 1986 | Edynburg     | Igrzyska Wspólnoty Narodów | bieg na 110 m ppł | 4. miejsce    |
| 1987 | Liévin       | Halowe mistrzostwa Europy  | bieg na 60 m ppł  | brązowy medal |
| 1987 | Indianapolis | Halowe mistrzostwa świata  | bieg na 60 m ppł  | brązowy medal |
| 1990 | Auckland     | Igrzyska Wspólnoty Narodów | bieg na 110 m ppł | 5. miejsce    |

## Rekordy życiowe
- bieg na 50 metrów przez płotki (hala) – 6,63 – Birmingham 14/03/1992
- bieg na 60 metrów przez płotki (hala) – 7,65 – Liévin 22/02/1987
- bieg na 110 metrów przez płotki – 13,51 – Birmingham 03/08/1990
- bieg na 60 metrów (hala) – 6,65 – Cosford 17/02/1990
- bieg na 100 metrów – 10,47 – Wrexham 28/07/1990